# El incomprendido
«El Incomprendido» es un sencillo del género dembow publicado por el puertorriqueño Farruko, el colombiano Víctor Cárdenas y el dominicano DJ Adoni. Fue publicado el 1 de octubre de 2021 e incluido en el álbum de Farruko La 167, a través de Sony Music Latin.
La canción es un homenaje al cantante puertorriqueño Ismael Rivera, quien grabó una canción titulada «Incomprendido», escrita por Bobby Capó y publicada en 1972 en el disco Esto fue lo que trajo el barco, a través de Tico Records.

## Composición
El tema sigue el estilo musical de la canción «Pepas», y versiona a «Better Off Alone» (1999) de Alice Deejay y a «Play Hard» (2012) de David Guetta. Está escrita en la tonalidad de Si mayor, con un tempo de 128 pulsaciones por minuto.
El puente de apertura y el título hacen referencia a «Incomprendido» de Ismael Rivera, uno de los temas más famosos del cantante puertorriqueño.

## Videoclip
El 1 de octubre de 2021 se estrenó un vídeo musical de la canción, grabado "en una especie de fiesta al aire libre utilizando a un gran número de personas para hacer la coreografía". Para enero de 2024, el video ya había superado las 85 millones de visitas en YouTube.

## Listas de éxitos

### Listas semanales
| Lista (2021–2022)                           | Posición máxima |
| ------------------------------------------- | --------------- |
| Bolivia (Monitor Latino)                    | 11              |
| Francia (SNEP)                              | 29              |
| España (Top 100 Canciones)                  | 11              |
| Global 200 (Billboard)                      | 145             |
| Estados Unidos (Hot Dance/Electronic Songs) | 4               |
| Estados Unidos (Hot Latin Songs)            | 13              |
| Estados Unidos (Latin Airplay)              | 1               |

### Listas de fin de año
| Lista                                                 | Posición |
| ----------------------------------------------------- | -------- |
| Estados Unidos Hot Dance/Electronic Songs (Billboard) | 43       |

| Lista                                                 | Posición |
| ----------------------------------------------------- | -------- |
| Bélgica Bélgica (Ultratop 50 Wallonia)                | 169      |
| Estados Unidos Hot Dance/Electronic Songs (Billboard) | 13       |
| Estados Unidos Hot Latin Songs (Billboard)            | 51       |